# کرچک هندی
کَرچَک هندی (نام علمی: Codiaeum variegatum) نام یک گونه از سرده کرچک‌هندی‌ها است.
کرچک هندی یک درختچهٔ همیشه‌سبز است و برگ‌های آن معمولاً مخلوطی از سبز، سفید، زرد، قرمز، صورتی، سیاه و نارنجی می‌باشد. شکل برگ‌ها متنوع از خطی تا تخم مرغی است. این گیاه به نور معمولی، گرمای زیاد، خاک همیشه خیس، رطوبت هوای ۷۰ تا ۹۰ درصد و خاک قلیایی احتیاج دارد. در صورت نبود رطوبت برگ‌های آن می‌ریزد. درجه حرارت مناسب کروتون در زمستان ۱۶ درجه سانتی‌گراد است.
یکی از رنگین‌ترین گیاهان آپارتمانی است و به خاطر رنگی بودن و فرم برگ‌های آن مورد توجه است، نیاز شدیدی به رطوبت دارد و به همین علت بهتر است به صورت کپه‌ای و مخلوط با گیاهان آپارتمانی دیگر در گلدان‌های بزرگ کاشته شود تا از رطوبت حاصله از گیاهان دیگر بهره ببرد. محیط ساکت و بدون جریان هوا و گرم و یکنواخت‌بودن درجه حرارت از احتیاجات دیگر این گیاه است. اگر چه نیاز شدیدی به آب دارد ولی باید مواظب بود سوراخ ته گلدان همیشه باز باشد تا خاک گلدان باتلاقی نگردد. زمستان گذرانی آن کمی مشکل بوده و به‌طور کلی با توجه به شرایط سخت زیستی بهتر است در فصل بهار و تابستان از آن استفاده شود. رنگ و شکل برگ با توجه به واریته‌ها فرق‌های اساسی دارد، لکه‌های تیره صورتی، نارنجی، قهوه‌ای و ارغوانی در برگ‌هایی با زمینه سبز تیره دارد. برگ‌های جدید و جوان با رنگ سبز ظاهر و به مرور لکه‌های رنگی در آن‌ها به وجود می‌آیند.

## مشکلات خاص

### افتادگی برگهای پایینی گیاه
اگر نوک برگها قهوه ای شده باشد، هوا و خاک خیلی خشک است. اگر حاشیهٔ برگها قهوه ایست، دما فوق‌العاده پایین است.

### رنگ پریدگی برگ
دلیل آن کمبود نور است.

### حمله حشرات
کنهٔ قرمز و شپشک مسئله ساز هستند…